# Потигуара, Тертулиано
Тертулиано Потигуара (порт. Tertuliano Potiguara; 27 апреля 1873, Собрал, Бразильская империя — 30 июля 1957, Рио-де-Жанейро, Бразилия) — бразильский военный деятель. Один из немногих бразильских офицеров, воевавших на Западном фронте Первой мировой войны.

## Биография
Родился 27 апреля 1873 года в семье португальского происхождения. Учился в Военной коллегии Форталезы, а позже служил в бразильской армии в Рио-де-Жанейро.
3 ноября 1894 года был произведен в прапорщики, 6 июня 1907 года — в 1-е лейтенанты, а 7 апреля 1909 года — в капитаны. Он также был личным другом Флориану Пейшото. С 1910 по 1914 год он служил в бригаде Федеральной столичной полиции в звании майора. Затем он участвовал как в подавлении Восстания против вакцин, так и в Войне Контестаду, но был противоречивой фигурой в последней из-за обвинения в военных преступлениях.
Со вступлением Бразилии в Первую мировую войну в конце 1917 года бразильское правительство направило миссию во Францию в 1918 году, в которой Потигуара участвовал, но был ранен в Битве на канале Сен-Кантен. Затем он был произведен в подполковники за проявленную там храбрость. 8 июля 1921 года он был произведен в полковники по заслугам, 20 января 1923 года — в бригадные генералы и, наконец, 6 ноября 1926 года — в генерал-майоры.
Будучи лоялистом, он участвовал в восстании в Сан-Паулу в 1924 году, командуя бригадой Потигуара под командованием генерала Эдуарду Сократеса, участвуя в городских боях против повстанцев, руководя репрессиями в Мооке. В 1932 году вместе с лейтенантами, с которыми он сражался 8 годами ранее, он сражался против Конституционалистской революции.
Он был избран федеральным депутатом от Сеары в Первой республике. Умер в 1957 году в Рио-де-Жанейро.